# Beli Breg (Aleksinac)
Pour les articles homonymes, voir Beli Breg.
Beli Breg (en serbe cyrillique : Бели Брег) est un village de Serbie situé dans la municipalité d'Aleksinac, district de Nišava. Au recensement de 2011, il comptait 222 habitants.

## Démographie

### Évolution historique de la population
| 1948 | 1953 | 1961 | 1971 | 1981 | 1991 | 2002 | 2011 |
| ---- | ---- | ---- | ---- | ---- | ---- | ---- | ---- |
| 611  | 598  | 577  | 511  | 457  | 375  | 269  | 222  |

|  |